# Marina Petrovna af Rusland
Prinsesse Marina Petrovna af Rusland (russisk: Марина Петровна Романова; tr. Marina Petrovna Romanova) (11. marts 1892 – 15. maj 1981) var en russisk prinsesse fra Huset Romanov. Hun var det ældste barn af storfyrst Peter Nikolajevitj af Rusland og hans hustru prinsesse Militza af Montenegro.

## Biografi
Prinsesse Marina blev født den 11. marts 1892 i Nice i Frankrig. Hun var det ældste barn af storfyrst Peter Nikolajevitj af Rusland og hans hustru prinsesse Militza af Montenegro. Som barn boede hun længe sammen med sine forældre i udlandet og på Krim. Under første verdenskrig fulgte den unge prinsesse sin far, som gjorde tjeneste på den kaukasiske front i sin bror Storfyrst Nikolaj Nikolajevitjs hovedkvarter. I 1915-1916 arbejdede hun som sygeplejerske på et militærhospital. Hun var blandt de medlemmer af den russiske kejserfamilie, der undslap den Russiske Revolution med det britiske slagskib HMS Marlborough i 1919 sammen med resten af sin familie. Hun tilbragte resten af sit lange liv i eksil. I 1927 giftede hun sig med fyrst Aleksandr Nikolajevitj Golitsin. Hun døde 89 år gammel den 15. maj 1981 i Six-Fours-les-Plages i Sydfrankrig og blev begravet på den russisk-ortodokse kirkegård i Cimetière orthodoxe de Caucade nær Nice, Frankrig.

## Eksterne links
- Wikimedia Commons har flere filer relateret til Marina Petrovna af Rusland